# 花椒之味
《花椒之味》（英語：Fagara）是一部2019年上映的香港電影，改編自張小嫻的小說《我的愛如此麻辣》。此電影是由寰亞電影出品，由許鞍華及朱嘉懿監製，由麥曦茵執導及編劇，由鄭秀文、賴雅妍、李曉峰主演。

## 劇情
任職旅行社策劃的如樹，在得悉父親突如其來的死訊時，同時發現原來自己在台北、重慶兩地各有一個同父異母的妹妹如枝及如果。縱然父親一直與自己在香港生活，卻要在父親死後如樹才開始真正認識父親。三姊妹在父親的葬禮上首次碰面，命運軌跡終於重疊，也同樣面對著父母離異的創傷與生活的惶惑。如樹毅然决定繼續經營父親留下的火鍋店，並獲得重拾親情的契機。

## 角色
| 演員   | 角色       | 角色介紹                                                  |
| 鄭秀文 | 夏如樹     | 如樹 歐陽如枝、夏如果同父異母之姊                         |
| 賴雅妍 | 歐陽如枝   | 如枝(知) 職業撞球手 夏如樹同父異母之妹 夏如果同父異母之姊 |
| 李曉峰 | 夏如果     | 如果 網紅 夏如樹、歐陽如枝同父異母之妹                    |
| 任賢齊 | 蔡浩山     | 麻醉科醫生                                                |
| 鍾鎮濤 | 夏亮       | 夏如樹、歐陽如枝、夏如果父親                              |
| 劉德華 | 郭天恩     | 客串 如樹前男友                                           |
| 盧鎮業 | 蘿蔔       | 曾坐過感化院 火鍋店店員，主要負責樓面                     |
| 麥子樂 | 蕃薯       | 前足球員 火鍋店店員，主要負責廚房                         |
| 岑珈其 | 地產經紀人 |                                                           |
| 袁富華 | 勇哥       | 殯儀館職員，負責夏亮喪事                                  |
| 吳彥姝 | 劉芳       | 夏如果之外婆                                              |
| 劉瑞琪 | 張雅玲     | 歐陽如枝母親                                              |
| 羅北安 |            | 歐陽如枝後父                                              |
| 蒋祖曼 |            | 夏如树母亲                                                |

## 發行
由於導演麥曦茵發佈支持雨傘運動言論及「文化界監察暴力行動組」行動組成員之一，藝人鍾鎮濤曾表示反對逃犯條例修訂運動支持警方執法，電影分別遭中港兩地網友抵制。但上映後，仍獲得不少來自電影業內人士的好評，兩地皆有影評人、觀眾給予正面評價 ，亦受到海外傳媒稱讚。
香港票房累計7,942,964港元，中國大陸票房累計184萬。

## 奬項
| 年度   | 颁奖典礼                    | 奖项               | 姓名                                       | 结果 |
| ------ | --------------------------- | ------------------ | ------------------------------------------ | ---- |
| 2020年 | 第26屆香港電影評論學會大獎  | 最佳女演員         | 賴雅妍                                     | 提名 |
| 2020年 | 第3屆最港電影大獎           | 最港女演員         | 鄭秀文                                     | 提名 |
| 2020年 | 第3屆最港電影大獎           | 我最喜愛港片       | 《花椒之味》                               | 獲獎 |
| 2020年 | 第3屆最港電影大獎           | 最港導演           | 麥曦茵                                     | 提名 |
| 2020年 | 第39屆香港電影金像獎        | 最佳導演           | 麥曦茵                                     | 提名 |
| 2020年 | 第39屆香港電影金像獎        | 最佳編劇           | 麥曦茵                                     | 提名 |
| 2020年 | 第39屆香港電影金像獎        | 最佳電影           | 《花椒之味》                               | 提名 |
| 2020年 | 第39屆香港電影金像獎        | 最佳女配角         | 賴雅妍                                     | 提名 |
| 2020年 | 第39屆香港電影金像獎        | 最佳攝影           | 葉紹麒                                     | 提名 |
| 2020年 | 第39屆香港電影金像獎        | 最佳美術指導       | 張兆康                                     | 獲獎 |
| 2020年 | 第39屆香港電影金像獎        | 最佳服裝造型設計   | 張兆康                                     | 提名 |
| 2020年 | 第39屆香港電影金像獎        | 最佳原創電影音樂   | 波多野裕介                                 | 提名 |
| 2020年 | 第39屆香港電影金像獎        | 最佳原創電影歌曲   | 《好好說》 作曲、填詞：伍棟賢 主唱：鄭秀文 | 提名 |
| 2020年 | 第39屆香港電影金像獎        | 最佳音響效果       | 杜篤之、江宜真                             | 提名 |
| 2020年 | 第39屆香港電影金像獎        | 最佳女主角         | 鄭秀文                                     | 提名 |
| 2020年 | 香港電影編劇家協會大奬2020  | 年度最佳電影角色獎 | 鄭秀文                                     | 提名 |
| 2020年 | 香港電影編劇家協會大奬2020  | 年度推薦劇本獎     | 麥曦茵                                     | 提名 |
| 2020年 | 第3屆MOVIE6全民票選電影大獎 | 最佳導演           | 麥曦茵                                     | 提名 |
| 2020年 | 第3屆MOVIE6全民票選電影大獎 | 最佳女主角         | 鄭秀文                                     | 提名 |
| 2020年 | 第3屆MOVIE6全民票選電影大獎 | 最佳女配角         | 賴雅妍                                     | 獲獎 |
| 2020年 | 第3屆MOVIE6全民票選電影大獎 | 最佳電影           | 《花椒之味》                               | 提名 |
| 2020年 | 第3屆MOVIE6全民票選電影大獎 | 最佳電影海報       | 《花椒之味》                               | 提名 |
| 2020年 | 香港電影我撐場民選大獎2020  | 最撐電影大獎       | 《花椒之味》                               | 提名 |
| 2020年 | 香港電影我撐場民選大獎2020  | 最撐女主角         | 鄭秀文                                     | 提名 |
| 2020年 | 香港電影我撐場民選大獎2020  | 最撐女配角         | 賴雅妍                                     | 提名 |

## 外部連結
- 互联网电影数据库（IMDb）上《花椒之味》的资料（英文）
- 爛番茄上《花椒之味》的資料（英文）
- AllMovie上《花椒之味》的资料（英文）
- Metacritic上《花椒之味》的資料（英文）
- Box Office Mojo上《花椒之味》的資料（英文）
- 開眼電影網上《花椒之味》的資料（繁體中文）
- Yahoo奇摩電影上《花椒之味》的資料（繁體中文）
- 雅虎香港電影上《花椒之味》的資料（繁體中文）
- 香港影庫上《花椒之味》的資料（繁體中文）
- 豆瓣电影上《花椒之味》的資料 （简体中文）
- 时光网上《花椒之味》的資料（简体中文）